# Skalica
Skalica és una ciutat d'Eslovàquia. Es troba a la regió de Trnava, és capital del districte de Skalica.

## Història
La primera menció escrita de la vila es remunta al 1217.

## Demografia
| Godina             | 1994   | 2004   | 2014   | 2024   |
| ------------------ | ------ | ------ | ------ | ------ |
| Nombre de persones | 14.916 | 14.984 | 14.749 | 15.440 |
| Diferència         |        | +0,45% | −1,56% | +4,68% |

| Godina             | 2023   | 2024   |
| ------------------ | ------ | ------ |
| Nombre de persones | 15.461 | 15.440 |
| Diferència         |        | −0,13% |

## Ciutats agermanades
- Freiburg im Breisgau, Alemanya
- Hodonín, República Txeca
- Slaný, República Txeca
- Strážnice, República Txeca
- Uherské Hradiště, República Txeca
- Schwechat, Àustria

1. 1 2  «Počet obyvateľov podľa pohlavia - obce (ročne) [om7101rr_obce=AREAS_SK]».   Statistical Office of the Slovak Republic, 31-03-2025. [Consulta: 31 març 2025].